# 唐澍
唐澍（1903年—1928年7月），字东园，河北易县南贸庄（今属徐水县）人。中国共产党早期人物。

## 生平
唐澍出身于一个清贫的知识分子家庭；高小毕业后，曾在本地小学任教。1922年，考入保定省立第二师范学校，参加反对迫害学生的斗争，曾被推举为学生代表，到天津向直隶督军王丞斌请愿，后被学校开除；转去上海，经中共组织介绍，于1924年5月到广州，考入黄埔军校第一期，为步兵科学员。同年加入中国共产党，毕业后留校工作。
1925年，唐澍随学生军两次参加讨伐军阀陈炯明的东征。同年9月，被中共广东区委调出从事工人运动，任省港罢工委员会工人纠察队总教练兼模范大队大队长，曾在广州农民运动讲习所担任军事课教员。在省港罢工封锁港澳期间，他率纠察队多次与英军支持的反动武装进行战斗。1926年秋，奉命到张家口，加入冯玉祥统率的国民联军，在随营军官学校（1927年初迁西安，改为国民革命军第二集团军军事政治学校）先后任队长、主任教官，曾负责学校的政治工作。
1927年夏，唐澍随校到河南。7月，因冯部清党，被礼送出境。回到西安后，参加中共陕西省委军委的领导工作。8月，根据省委决定，到第二集团军第六旅做兵运工作，以军事教官身份为掩护，任秘密的中共党团书记，负责制定、实施第六旅的军事行动计划，积极进行起义的各项准备工作。同年10月，任陕北革命军事委员会书记。根据中共中央八七会议精神及中共陕西省委指示，与谢子长、李象九、白乐亭等领导第六旅举行清涧起义。起义部队会合后发展到1700余人，他与谢子长主张立即打出工农革命红旗，之后整顿部队，扩大革命力量。但因领导人意见不一致，延误了时间，使起义部队遭到很大损失。后余部改编为西北工农革命军游击支队，他任总指挥。
1928年1月，唐澍率部北上奔袭宜川失败。同年2月，被中共陕西省委派往以中共党员许权中为旅长的陕军新编第三旅工作，任旅参谋长。4月，与刘志丹等一起领导以该旅为骨干力量的渭华起义，成立西北工农革命军，他任前敌总指挥。在国民党军宋哲元部三个师围攻下，率部苦战月余，接连失利。6月19日，被迫从高塘塬撤往洛南县山区。7月初在碾子沟战斗中因陷入重围阵亡。